# Hôpital privé Médipôle de Savoie
L’hôpital privé Médipôle de Savoie est situé à Challes-les-Eaux dans le département de la Savoie, en région Auvergne-Rhône-Alpes.
Il a ouvert ses portes en Septembre 2009. 160 professionnels y exercent et 60 000 à 65 000 opérations dans différents domaines y sont réalisés chaque année.